# Dompierre-sur-Mer

Dompierre-sur-Mer este o comună în departamentul Charente-Maritime, Franța. În 1 ianuarie 2022 avea o populație de 6.084 de locuitori.